# Roja kommun
Rojas novads var en kommun i Lettland. Den låg i den nordvästra delen av landet, 100 km nordväst om huvudstaden Riga. Antalet invånare var 6 271. Arean var 310 kvadratkilometer.
2021 slogs kommunen samman med Tulsi kommun.
Följande samhällen fanns i Rojas novads:
- Roja